# Naoja Kondo
Naoja Kondo (japonsko 近藤 直也), japonski nogometaš, *3. oktober 1983.
Za japonsko reprezentanco je odigral eno uradno tekmo.